# Benny Rebel

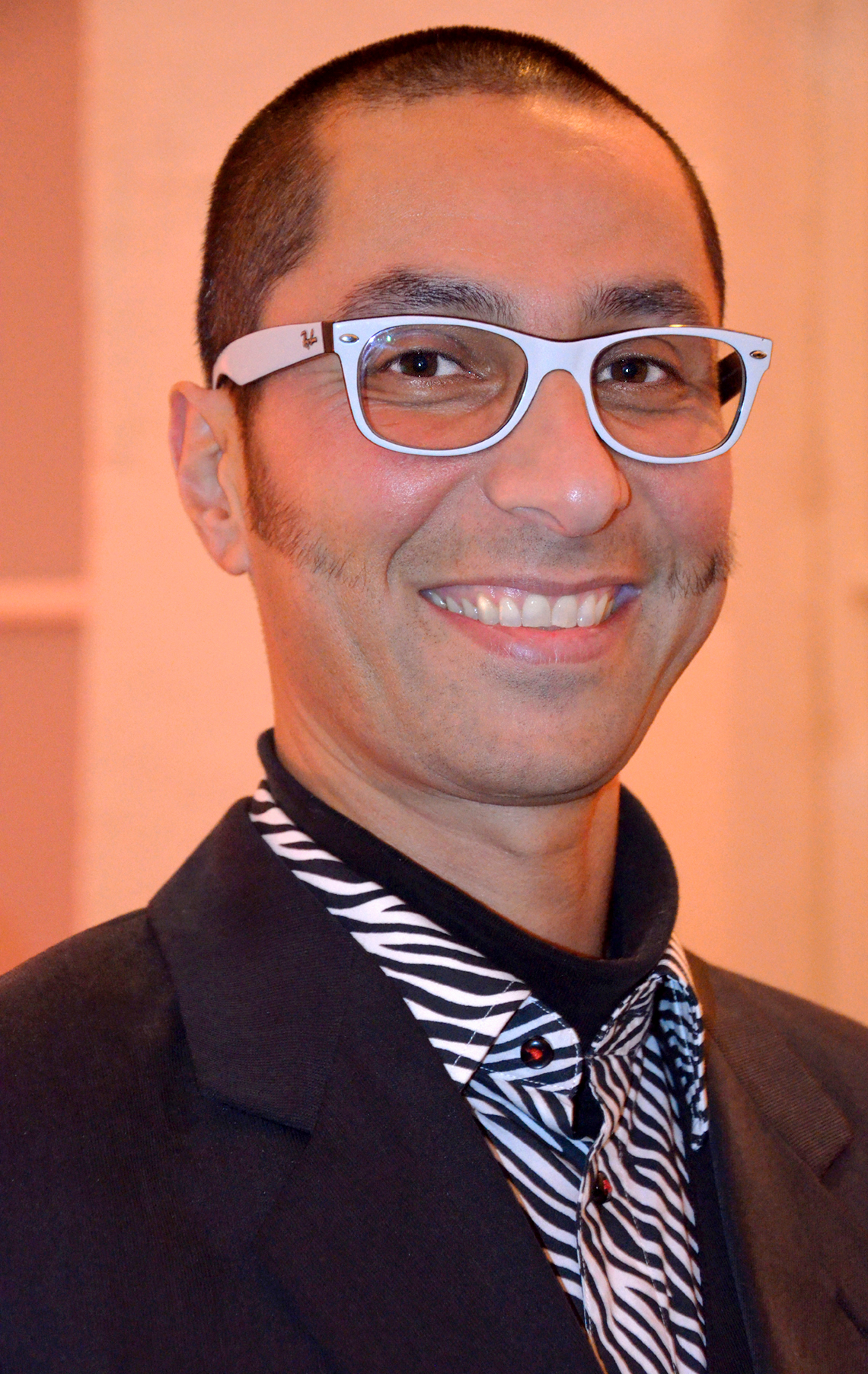
Der Tierfotograf und Dokumentarfilmer Benny Rebel (2015)

Benny Rebel (* 13. August 1968 in Arak, Iran als Bahman Vafaeinejad) ist ein deutscher Fotograf und Umweltschützer. Bekannt wurde er durch seine Fotografien wildlebender Tiere, die in ungewöhnlich geringer Distanz zu den Tieren entstanden.

## Leben
Geboren wurde Benny Rebel 1968 im Iran. Seit 1987 lebt er in Deutschland. Nach seiner Ausbildung zum Feinmechaniker und dem Abschluss seines Abiturs arbeitete er in den unterschiedlichsten Branchen, bis der passionierte Naturschützer die Fotografie und die Filmproduktion als Werbemittel für Umweltschutzprojekte entdeckte.
Er hat bis heute zahlreiche Film-, Foto-, Naturschutz- und Abenteuer-Expeditionen organisiert und erfolgreich durchgeführt. Zahlreiche Reisen und Expeditionen führten ihn – teils mehrmals – in viele afrikanische Staaten wie Südafrika, Namibia, Botswana, Simbabwe, Sambia, Swasiland, Ruanda, Kenia und Uganda, aber auch in den Iran und die Türkei, nach Indien und Sri Lanka, er bereiste auch Mexiko, Kuba, Costa Rica, Ecuador, den Galapagos-Archipel, in die Dominikanische Republik, die USA und einige EU-Staaten.

## Wirken

### Fernsehen
Im Jahr 2004 produzierte Benny Rebel mehrere Multimedia-Shows. 2005 produzierte der NDR einen 60-minütigen Dokumentationsfilm über Benny Rebel und seine Arbeit als Tierfotograf und Naturschützer in Südafrika.
Seit 2006 folgten zahlreiche Fernsehauftritte in NDR (u. a. in der NDR Talk Show), ZDF (u. a. im ZDF-Mittagsmagazin), ARD (ttt – titel, thesen, temperamente), im Sat.1-Frühstücksfernsehen, sowie in Sendungen des MDR, BR, WDR, RTL und ARTE.
2007 produzierte Benny Rebel einen Dokumentationsfilm über das Aussterben der Königstiger in Indien. Im gleichen Jahr erfolgte die Filmproduktion Wilder Iran mit Naturaufnahmen im Iran.

### Bücher
Das erste Buch von Rebel mit dem Titel Ungezähmt erschien 2006 im Herbig-Verlag. Die erste Auflage war schnell ausverkauft. 2007 erscheint das zweite Buch von Benny Rebel mit dem Titel Die Tiere Afrikas in 3D im Terra-Magica-Verlag. Es handelt sich dabei um das erste Buch der Welt, welches die Tiere Afrikas dreidimensional zeigt.
Seit Februar 2010 ist das dritte Buch des Künstlers auf dem Markt. Der Titel des Buches lautet Mein Abenteuer Wildnis – Erlebnisse eines Tierfotografen. Darin schildert Benny Rebel die spannenden und oft lebensbedrohlichen Abenteuer, die hinter seinen Fotografien stehen. Das Buch ist im Terra Magica Verlag erschienen.
Im Dezember 2010 veröffentlicht Benny Rebel in einer Kooperation mit EnjoyYourCamera.com sein viertes Buch Bild-Design – Einfache Wege zu besseren Bildern. In diesem Buch hat Rebel alle wichtigen Regeln der Bild- und Farbgestaltung anschaulich zusammengetragen und leicht verständlich mit entsprechenden Beispielfotos erläutert. Dieses Werk ist eine Kombination aus den fundamentalen Gesetzen der Bildgestaltung und persönlichen Empfehlungen des Autors bezüglich der Anwendungsbereiche der jeweiligen Regeln. Im Frühjahr 2015 veröffentlicht Benny Rebel sein fünftes Buch mit dem Titel SAFARI. Es handelt sich hierbei um das luxuriöseste Fine-Art-Book der Welt. Der großformatige Bildband wird in limitierter Auflage und aus den feinsten Materialien hergestellt und mit zahlreichem Zubehör geliefert.

### Shows
Seit Februar 2010 ist Benny Rebel mit seiner neuen Live-Multimedia-Show Mein Abenteuer Wildnis – Erlebnisse eines Tierfotografen auf Tournee. Darin schildert Rebel die spannenden und oft lebensbedrohlichen Abenteuer, die hinter seinen Fotografien stehen. Die etwa zweistündige Show, die zusammengesetzt ist aus Filmaufnahmen, exklusiv produzierter Musik, 2D- und 3D-Fotos wird von Benny Rebel live vorgetragen.

## Auszeichnungen
Im Jahr 2002 wurde Benny Rebel von den Lesern der Zeitschrift Foto Magazin zum „Fotograf des Jahres“ gewählt. 2002 und 2003 wurde er beim weltgrößten Fotowettbewerb „Austrian Super Circuit“ zweimal in Folge zum „weltbesten Naturfotografen“ ernannt. Es folgten zahlreiche weitere Auszeichnungen, Medaillen und Urkunden von unterschiedlichen internationalen Wettbewerben. Im Februar 2022 wurde Benny Rebel von der iranischen Künstlervereinigung Amir Kabir für sein Lebenswerk als Fotograf und Künstler öffentlich geehrt und ausgezeichnet.